# 佐佐木祐介
佐佐木祐介（日语：／ Sasaki Yūsuke，1986年6月20日—）是一名日本男性聲優，宮崎縣延岡市出身，B-Box所屬。

## 人物
曾隸屬於RME。
興趣是高爾夫、機車、網球、拳擊、讀書與迷你四驅車。特技是模仿。

## 演出作品
※粗體字為主要角色。

### 電視動畫
2018年
- Banana Fish（士兵、同伴、看守、格爾茨涅的部下、亞瑟·斯邁爾斯）
- 銀魂.（遊客B、解放軍士兵B、解放軍叛亂兵）

2019年
- 魔法少女特殊戰明日香（比嘉幸次郎）
- 不吉波普不笑（遊客）
- 海盜戰記（村人、阿謝拉德傭兵團員）
- 夢幻之星Online2 EPISODE ORACLE（參謀）

2020年
- 夢幻之星Online2 EPISODE ORACLE（艦長代理）
- 歌舞伎町夏洛克（評論家）
- 文豪與鍊金術師 ～審判的齒輪～（盗賊）

2021年
- SAKUGAN（大塊頭[1]）

2022年
- 反斗小王子（デカ鬼）
- 來自深淵 烈日的黃金鄉（酋洛依摩）
- Lycoris Recoil 莉可麗絲（鐵路公司社長、後藤）

2023年
- 天國大魔境（CD店店長、岩田的同伴）

2024年
- 佐佐木與文鳥小嗶（指導員）
- 戰國妖狐（野武士）
- 金屬口紅（男1、傭兵隊長、航宙幕僚）
- 藥師少女的獨語（武官）
- 身為魔王的我娶了奴隸精靈為妻，該如何表白我的愛？（魔王殿的看守）
- 膽大黨（鬼頭咒里杏）
- 戰國妖狐 千魔混沌篇（大雪山翁）

2025年
- 我是星際國家的惡德領主！（艦長）
- 神統記（灰猿族士兵）
- 機動戰士Gundam GQuuuuuuX（佩爾加米諾）
- 膽大黨 第2期（鬼頭咒里杏）

### 劇場版動畫
2019年
- 天氣之子[2]

2021年
- 機動戰士鋼彈 閃光的哈薩威（官僚）

2022年
- 鈴芽之旅

### 網路動畫
2020年
- 日本沉沒2020（難民T）

2022年
- 電馭叛客：邊緣行者（動物、軍人兵）
- 詹姆斯的奇異冒險

2024年
- 不變的牽絆 炭小侍（好勝毛蟹[3]）

### 遊戲
- 致命冒險（英语：Deadfall Adventures）（俄羅斯士兵）
- Test Drive Unlimited 2（巴曼）
- 三國群英傳2（老人、村長、鑑定商人）

2020年
- 人中之龍7 光與闇的去向（五味、大嶋正人）
- 怪物彈珠（[4]）

## 外部連結
- 佐々木祐介｜ACTOR｜B-Box
- 佐佐木祐介的X（前Twitter）